# 結城康和
結城康和（ゆうき やすかず、1970年- ）は、日本のカーデザイナー･工業デザイナー。

## 経歴
- 1970年 富山県に生まれる
- 1993年 金沢美術工芸大学卒業。スズキ入社
- 2004年〜2009年 軽自動車系量産車種のチーフデザイナー
- 2009年 四輪デザイン部 先行デザイン課
- 2013年 四輪デザイン部 チーフデザイナー

量産車のエクステリアデザイン業務と、コンセプトカーや社内先行開発などの先行デザイン業務などを歴任。
2004年より2009年まで、軽自動車系のチーフデザイナーとして、軽自動車を中心とした量産車のデザインディレクションを担当。

## 作品（代表的なもの）

### 量産車
- ジムニー（1998年）エクステリア担当：1998年Gマーク受賞、2008ロングライフデザイン賞
- スイフト（2004年）エクステリア担当：2005年Gマーク受賞
- MRワゴン（2006年）チーフデザイナー：2006年Gマーク受賞
- セルボ（2006年）チーフデザイナー：2007年Gマーク受賞
- ラパン（2008年）チーフデザイナー：2008年Gマーク受賞
- スイフト（2016年）チーフデザイナー：2017年Gマーク受賞
- ディザイア（2017年）チーフデザイナー：2017年Gマーク受賞
- スイフト・スポーツ（2017年）チーフデザイナー：2017年Gマーク受賞

### コンセプトカー
- GSX-R/4（2001年フランクフルト＆東京）内外装＋ナビインターフェイス担当
- ラパン-コンセプト（2001年東京：ラパンのコンセプトカー）内外装担当
- CONCEPT-S（2002年パリ：スイフトのコンセプトカー1号車）内外装担当
- CONCEPT-S2（2003年フランクフルト＆東京：スイフトコンセプトカー２号車）内外装担当
- ラパン・コンバーチブル・コンセプト（2009年：東京オートサロン）内外装担当
- REGINA（レジーナ）（2011年東京モーターショー）内外装＋インターフェイスデザイン担当
- Crosshiker（クロスハイカー）（2013年東京モーターショー）チーフデザイナー
- X-LANDER（エックス・ランダー）（2013年東京モーターショー）チーフデザイナー

## 特徴・その他
グランツーリスモ4の関連イベントであった、自動車メーカー対抗のグランツーリスモ真剣勝負（マジバトル）では、スズキ代表として、自らがデザインしたCONCEPT-S2で、ベンツSL500と対決した。